# بوب غينتري
بوب غينتري (بالإنجليزية: Bob Gentry)‏ هو مغن مؤلف وعازف بيانو أمريكي، ولد في 6 يوليو 1971.

## وصلات خارجية
- الموقع الرسمي
- بوب غينتري على موقع IMDb (الإنجليزية)
- بوب غينتري على موقع ميوزك برينز (الإنجليزية)
- بوب غينتري على موقع ديسكوغز (الإنجليزية)
- بوب غينتري على موقع ديسكوغز (الإنجليزية)